# Albatros G-Typen

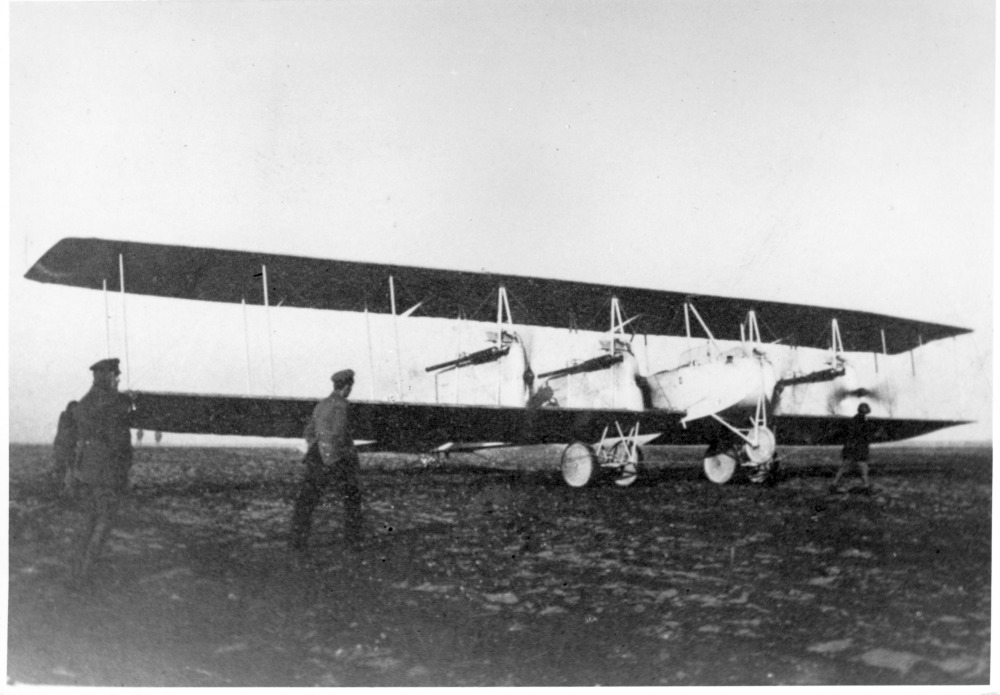
Albatros G.I (1915)

Die Albatros G-Typen waren Langstreckenbomber der deutschen Fliegertruppe im Ersten Weltkrieg.

## Entwicklung
Die Albatros Flugzeugwerke, eher bekannt für ihre sehr erfolgreichen zweisitzigen Aufklärungs- und Jagdflugzeuge, produzierten von 1915 bis 1918 auch einen weniger bekannten mittleren Langstreckenbomber, der von der deutschen Fliegertruppe eingesetzt wurde.
Die Entwicklung der Großflugzeuge erfolgte aufgrund der Spezifikation für ein dreisitziges Kampfflugzeug („Typ III“) durch die Idflieg (Inspektion der Fliegertruppen) mit einer Motorleistung von 200 PS und einer Flugdauer von 6 Stunden. Da die 1914 verfügbaren Motoren die geforderte Leistung noch nicht lieferten, mussten die Konstrukteure zweimotorige Flugzeuge entwerfen. 
Albatros entwickelte daraufhin 1916 in den Ostdeutschen Albatros-Werken in Schneidemühl die Albatros G.I (Werksbezeichnung L.4), einen viermotorigen Prototyp mit vier 150 PS starken Motoren des Typs Benz Bz III. Deren verkleinerter, zweimotoriger Nachfolger war die Albatros G.II (Werksbezeichnung L.11), ebenfalls mit den Bz-III-Motoren mit 150 PS. Sechs Stück wurden geliefert, es ist jedoch fraglich, ob sie in den Einsatz kamen.

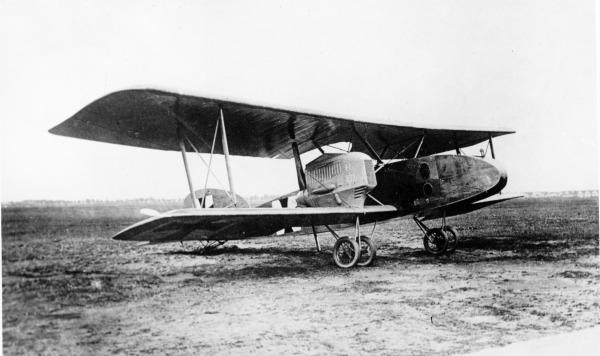
Albatros G.III

Erst die Albatros G.III (Werksbezeichnung L.21), angetrieben von zwei Motoren des Typs Benz Bz IVa, wurde in größerer Zahl produziert. Es handelte sich um einen Doppeldecker; die Motoren waren in Gondeln zwischen den Tragflächen aufgehängt und trieben die beiden Druckpropeller an, für deren Propellerkreise Ausschnitte in den unteren Tragfläche ausgespart worden waren.

## Einsatz
Über die Einsatzgeschichte der Albatros-Großflugzeuge ist wenig bekannt. Sie dürften unter anderem zusammen mit einigen Rumpler G.II vom Kagohl 1 in Mazedonien eingesetzt worden sein.

## Technische Daten
| Kenngröße                                   | Albatros G.I               | Albatros G.II              | Albatros G.III            |
| ------------------------------------------- | -------------------------- | -------------------------- | ------------------------- |
| Baujahr:                                    | 1916                       | 1916                       | 1916                      |
| Einsatzzweck:                               | Bomber                     | Bomber                     | Bomber                    |
| Länge:                                      |                            | 11,91 m                    | 11,89 m                   |
| Spannweite:                                 |                            | 17,02 m                    | 18,00 m                   |
| Höhe:                                       |                            | 4,20 m                     | 4,20 m                    |
| Flügelfläche:                               |                            | 74,1 m²                    | 79,0 m²                   |
| Leergewicht:                                |                            |                            | 2.064 kg                  |
| Startgewicht:                               |                            |                            | 3.150 kg                  |
| wassergekühlte Sechszylinder-Reihenmotoren: | 4 × Benz Bz III, je 150 PS | 2 × Benz Bz III, je 150 PS | 2 × Benz Bz IV, je 220 PS |
| Höchstgeschwindigkeit:                      |                            |                            | 150 km/h                  |
| Steigzeit auf 1000 m:                       |                            | 9 min 30 sec               | 9 min                     |
| Steigzeit auf 2000 m:                       |                            | 35 min                     | 25 min                    |
| Steigzeit auf 3000 m:                       |                            | 70 min                     | 45 min                    |
| Dienstgipfelhöhe:                           |                            |                            | 5000 m                    |
| Reichweite:                                 |                            | 600 km                     | 600 km                    |
| Flugdauer:                                  |                            |                            |                           |
| Bewaffnung:                                 | 1 MG, Bomben               | 2 MG, Bomben               | 2 MG, 300 kg Bomben       |
| Besatzung (Pilot, Beobachter, MG-Schütze):  | 3                          | 3                          | 3                         |